# Phân cấp hành chính Colombia
Cộng hòa Colombia có ba cấp hành chính địa phương.

## Cấp thứ nhất
File:Departments of colombia.svg
Cấp hành chính địa phương thứ nhất của Colombia bao gồm 33 đơn vị trong đó có 32 tỉnh (tiếng Tây Ban Nha: Departamento) và một quận thủ đô (Distrito Capital). Mỗi một tỉnh có tỉnh trưởng (gobernador) và Hội đồng tỉnh nhiệm kỳ bốn năm do dân bầu. Tỉnh trưởng không được làm hai nhiệm kỳ liên tục trở lên. Tỉnh có một số quyền tự chủ nhất định được quy định bởi hiến pháp.
Sau đây là danh sách 33 đơn vị hành chính địa phương cấp một của Colombia.
| Tỉnh                     | Số huyện | Tỉnh lỵ               | Diện tích (km²) | Dân số (người) | Chỉ số phát triển con người | Thành lập          |
| ------------------------ | -------- | --------------------- | --------------- | -------------- | --------------------------- | ------------------ |
| Bogotá D. C.             | 1        | Bogotá D.C.           | 1.587           | 7.690.969      | 0,880                       | 1954               |
| Amazonas                 | 11       | Leticia               | 109.665         | 67.726         | n/d                         | 1928               |
| Antioquia                | 126      | Medellín              | 63.612          | 5.682.276      | 0,772                       | 1856 - 1886        |
| Arauca                   | 7        | Arauca                | 23.818          | 232.119        | n/d                         | 1911               |
| Atlántico                | 23       | Barranquilla          | 3.319           | 2.166.156      | 0,810                       | 1910               |
| Bolívar                  | 45       | Cartagena de Indias   | 25.978          | 1.878.993      | 0,761                       | 1857 - 1886        |
| Boyacá                   | 123      | Tunja                 | 23.012          | 1.211.186      | 0,761                       | 1824 - 1857 - 1886 |
| Caldas                   | 27       | Manizales             | 7.888           | 968.740        | 0,766                       | 1905               |
| Caquetá                  | 16       | Florencia             | 88.965          | 420.337        | 0,742                       | 1909               |
| Casanare                 | 19       | Yopal                 | 44.490          | 295.353        | n/d                         | 1973               |
| Cauca                    | 41       | Popayán               | 29.308          | 1.268.937      | 0,718                       | 1824 - 1857 - 1886 |
| Cesar                    | 25       | Valledupar            | 22.905          | 903.279        | 0,729                       | 1967               |
| Chocó                    | 31       | Quibdó                | 46.530          | 454.030        | 0,684                       | 1906               |
| Córdoba (tỉnh)           | 28       | Montería              | 25.020          | 1.467.929      | 0,751                       | 1952               |
| Cundinamarca             | 116      | Bogotá                | 24.210          | 2.280.037      | 0,823                       | 1824 - 1857 - 1886 |
| Guainía (tỉnh)           | 9        | Puerto Inírida        | 72.238          | 35.230         | n/d                         | 1963               |
| Guaviare (tỉnh)          | 4        | San José del Guaviare | 52.957          | 95.551         | n/d                         | 1977               |
| Huila                    | 37       | Neiva                 | 19.890          | 1.011.418      | 0,760                       | 1905               |
| La Guajira               | 15       | Riohacha              | 20.848          | 681.575        | 0,764                       | 1911               |
| Magdalena                | 30       | Santa Marta           | 24.182          | 1.149.917      | 0,735                       | 1824 - 1857 - 1886 |
| Meta (tỉnh)              | 29       | Villavicencio         | 85.635          | 783.168        | 0,761                       | 1905               |
| Nariño (tỉnh)            | 64       | San Juan de Pasto     | 32.820          | 1.541.956      | 0,710                       | 1905               |
| Norte de Santander       | 40       | Cúcuta                | 21.648          | 1.948.689      | 0,726                       | 1910               |
| Putumayo (tỉnh)          | 13       | Mocoa                 | 24.885          | 310.132        | n/d                         | 1905               |
| Quindío                  | 12       | Armenia               | 1.845           | 534.552        | 0,758                       | 1966               |
| Risaralda                | 14       | Pereira, Colombia     | 4.140           | 897.509        | 0,770                       | 1966               |
| San Andrés y Providencia | 2        | San Andrés            | 52              | 70.554         | 0,797                       | 1912               |
| Santander (tỉnh)         | 87       | Bucaramanga           | 30.537          | 2.057.789      | 0,788                       | 1857 - 1886        |
| Sucre (tỉnh)             | 26       | Sincelejo             | 10.670          | 772.010        | 0,726                       | 1966               |
| Tolima                   | 47       | Ibagué                | 23.562          | 1.365.642      | 0,772                       | 1861 - 1886        |
| Valle del Cauca          | 42       | Cali, Colombia        | 22.195          | 4.161.125      | 0,817                       | 1910               |
| Vaupés                   | 3        | Mitú                  | 54.135          | 39.279         | n/d                         | 1910               |
| Vichada                  | 4        | Puerto Carreño        | 105.947         | 55.872         | n/d                         | 1912               |

## Cấp thứ hai
Trừ thành phố thủ đô Bogota, các tỉnh đều được chia thành các thành phố, thị xã trực thuộc tỉnh và các huyện. Cấp này được gọi chung là municipio. Hiện Colombia có 1118 municipio, trong đó có 43 thành phố, thị xã.
Đứng đầu mỗi municipio là một Alcalde do dân bầu.
Xem thêm: Danh sách các đơn vị hành chính địa phương cấp 2 của Colombia

## Xã
Các huyện lại được chia thành các xã (corregimiento). Đứng đầu xã là một corregidor.
Các thành phố, thị xã không chia thành xã.